# Kyle Washington
Kyle Washington (ur. 18 sierpnia 1993 w Champlin Park) – amerykański koszykarz, występujący na pozycjach silnego skrzydłowego lub środkowego, obecnie zawodnik Boca Juniors.
W 2012 zdobył brązowy medal, podczas turnieju Nike Global Challenge. W 2013 wystąpił w meczu gwiazd amerykańskich szkół średnich Jordan Classic Regional.
W 2018 reprezentował Detroit Pistons, podczas letniej ligi NBA.
21 września 2019 został zawodnikiem Spójni Stargard. 24 września 2019 z przyczyn medycznych opuścił klub.
6 stycznia 2020 został zawodnikiem argentyńskiego Boca Juniors.

## Osiągnięcia
Stan na 1 października 2019, na podstawie, o ile nie zaznaczono inaczej.
- Uczestnik rozgrywek:
  - Sweet 16 turnieju NCAA (2015)
  - II rundy turnieju NCAA (2015, 2017, 2018)
  - turnieju NCAA (2014, 2015, 2017, 2018)
- Mistrz:
  - turnieju konferencji American Athletic (AAC – 2018)
  - sezonu regularnego AAC (2018)
- Zaliczony do:
  - I składu turnieju:
    - AAC (2018)
    - Portsmouth Invitational Tournament (2018)

  - II składu AAC (2017)
  - składu honorable mention AAC (2018)
- Zawodnik tygodnia AAC (5.12.2016)
- Lider AAC w skuteczności rzutów z gry (2017)[7]